# Klibbflamskivling
Klibbflamskivling (Pholiota spumosa) är en svampart som först beskrevs av Elias Fries, och fick sitt nu gällande namn av Rolf Singer 1948. Klibbflamskivling ingår i släktet tofsskivlingar och familjen Strophariaceae.  Arten är reproducerande i Sverige. Inga underarter finns listade i Catalogue of Life.

## Bildgalleri

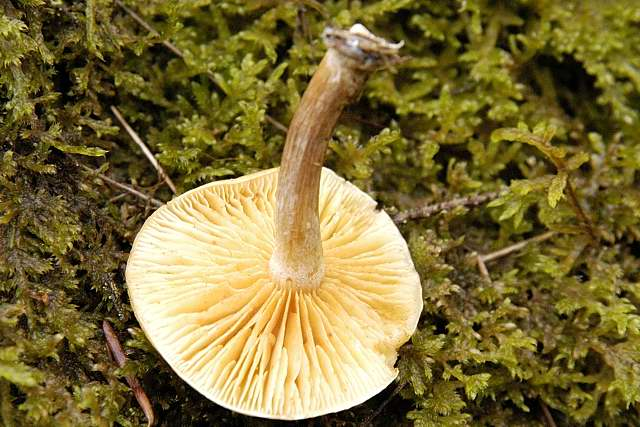